# Samuel Enderby
Samuel Enderby (1717-1797) fue un exitoso comerciante de aceite de ballena. En 1773, fundó Samuel Enderby & Sons, una destacada compañía dedicada a la caza de ballenas y a la caza de focas. 
La familia Enderby habían sido curtidores en Bermondsey y se les concedieron garantías confiscadas en Lismore, Condado de Waterford, Irlanda, que vendieron en 1660. Después de esa época, la familia se dedicó al "aceite y comercio ruso", que incluía las colonias de Nueva Inglaterra.
En algún momento alrededor de 1750, Samuel Enderby se casó con Mary Buxton, una hija de su socio comercial en el muelle de San Pablo (St Paul's Wharf), en Londres. Enderby murió en 1797, dejando la empresa a sus tres hijos, Charles, Samuel y George.